# 喝彩 (杂志)
《喝彩》（Bravo）是世界上最大的德语青少年杂志，1956年8月26日创刊，创始人是专栏作家彼得·伯尼施（Peter Boenisch），最初是一本以电影、电视内容主打的杂志，后来扩张到流行音乐等领域，现在欧洲多国发行。